# Rhynchostegium inerme
Rhynchostegium inerme là một loài Rêu trong họ Brachytheciaceae. Loài này được (Mitt.) A. Jaeger miêu tả khoa học đầu tiên năm 1878.